# Plavoprstenasta hobotnica
Plavoprstenaste hobotnice (rod Hapalochlaena) obuhvaćaju tri (ili možda četiri) vrste hobotnica koje žive u Tihom oceanu, od Japana do Australije. Smatra se da su one među najotrovnijim morskim životinjama.
Usprkos tome što su malene, mogu biti opasnost za ljude. Lako ih se prepozna po plavim prstenovima na žutoj koži. 
Love malene rakove.

## Klasifikacija
Ovaj je rod opisao zoolog Guy Coburn Robson.
Vrste:
- velika plavoprstenasta hobotnica
- južna plavoprstenasta hobotnica
- Hapalochlaena fasciata
- Hapalochlaena nierstraszi

## Ponašanje
Plavoprstenasta hobotnica može se sakriti dok nije izazvana. Uglavnom jede malene rakove, ali može uloviti i ribe. Za to koriste svoj otrov.

## Otrov
Premda plavoprstenasta hobotnica naraste najviše do 20 cm, ima dovoljno snažan otrov da ubije čovjeka. Ne postoji protuotrov.
Njezin otrov sadrži histamin, triptamin, oktopamin i još neke sastojke. 